# Auke de Boer (muzikant)
Auke de Boer (Drachten, 1954) is een Nederlands organist en beiaardier.

## Carrière
De Boer volgde zijn muzikale opleiding aan de Muziek Pedagogische Academie in Leeuwarden en het Prins Claus Conservatorium in Groningen, waar hij orgel-, kerk- en schoolmuziek en koordirectie studeerde. Aan de Nederlandse Beiaardschool in Amersfoort studeerde hij beiaard bij Bernard Winsemius.
Samen met een collega-muzikant vormt De Boer het Groninger Carillon Duo. Voor Huis ten Bosch, een themapark in Nagasaki in Japan waar in een heel dorp een aantal historische Nederlandse gebouwen op ware grootte zijn nagebouwd, maakte hij arrangementen voor de daar aanwezige automatische carillons .
De Boer was stadsbeiaardier in Dokkum, Assen en van 1990 tot 2021 ook in Groningen. Als beiaardier was hij in dienst van de Rijksuniversiteit Groningen.
De Boer speelde soms ook popmuziek op het carillon. In 2008 gaf hij ter gelegenheid van een concert van Lou Reed in Groningen een uitvoering van diens 'Perfect Day'. In november 2020 speelde De Boer in het Groninger Museum, bij de opening van de eerste internationale tentoonstelling ooit over The Rolling Stones, op het carillon van de Martinitoren een medley van 'Paint It Black', 'Angie' en 'Ruby Tuesday'. Beeld en geluid gingen via de ongeveer 2 miljoen volgers van Mick Jagger op Instagram wereldwijd. 